# Miles Killebrew
Miles Killebrew (Henderson, Nevada, 10 de mayo de 1993) apodado Killa', es un jugador profesional estadounidense de fútbol americano que se desempeña en la posición de safety en Pittsburgh Steelers, equipo de la National Football League (NFL).

## Carrera
Fue seleccionado en la cuarta ronda en la Reunión Anual de Selección de Jugadores de la NFL de 2016. Hizo su debut profesional con el equipo Detroit Lions, en el cual jugó cinco temporadas (2016-2021), luego pasó a Pittsburgh Steelers, donde lleva jugando tres temporadas.